# Daniel Boloca
Daniel Boloca (Chieri, 22 dicembre 1998) è un calciatore italiano con cittadinanza rumena, centrocampista del Sassuolo.

## Biografia
Suo fratello minore Gabriele (2001) è anch'egli un calciatore.
Nell'estate del 2022 ha creato la Madda Cup, un torneo di calcio a 5 che si svolge presso il quartiere di Chieri in cui è cresciuto, Le Maddalene.

## Caratteristiche tecniche
È un centrocampista dotato di buona tecnica, abile sia in fase offensiva che in fase difensiva. Può giocare sia da mezzala che davanti alla difesa.

## Carriera

### Club

#### Inizi e Tatran Prešov
Cresce da bambino nelle giovanili del Torino, giocando nella categoria Pulcini. Successivamente, passa alla Juventus, dove rimane 6 anni. Nel vivaio bianconero resta fino alla categoria Allievi. Nel 2016 passa in prestito al Chieri, la squadra della sua città. A fine stagione, la Juventus non gli rinnova il contratto, non reputandolo pronto fisicamente, e lo lascia svincolato.
Rimasto svincolato a 18 anni, ottiene un provino con lo Slovan Liberec in Repubblica Ceca, disputando una partita con la formazione Under-19, ma non viene tesserato perché la società si dimostra non convinta dalle sue performance fisiche. Nel 2017 firma un contratto con il Tatran Prešov, in Slovacchia, che lo inserisce nella propria formazione giovanile. Fa il suo esordio tra i professionisti il 27 maggio 2017, nella partita di campionato persa per 4-0 contro l'AS Trenčín.

#### Stagioni in Serie D
Rientrato in Italia nel 2017, viene tesserato dalla Romanese, squadra bergamasca militante in Serie D. Milita nella quarta serie anche nei due anni successivi, con Pro Sesto e Francavilla. Nel 2019 viene messo sotto contratto dal Fossano.
Messosi in mostra col club cuneese, nel maggio del 2020 firma con lo Spezia, ma il tesseramento non viene finalizzato dopo la promozione in Serie A dei liguri.

#### Frosinone e Sassuolo
il 9 novembre seguente si lega al Frosinone fino al 2023. Dopo essersi imposto come titolare nel ruolo, il 9 dicembre 2021 prolunga fino al 2025 con i ciociari. Il 1º maggio 2023 ottiene la promozione in Serie A, vincendo poi anche il campionato di Serie B.
Il 13 luglio 2023 viene acquistato dal Sassuolo. Il 27 agosto debutta in massima serie, giocando da titolare la partita in casa del Napoli, persa per 2-0. Il 28 ottobre segna il suo primo gol in Serie A nel pareggio casalingo contro il Bologna (1-1). Termina la stagione con la propria squadra retrocessa in Serie B dopo 11 anni.
Il 18 agosto 2024 debutta in Serie B con i neroverdi nella partita esterna pareggiata 1-1 contro il Catanzaro. Il 19 ottobre 2024 realizza il suo primo gol in Serie B con il Sassuolo nella vittoria esterna per 5-2 contro il Brescia. Conclude la stagione con la vittoria del campionato e la conseguente promozione in Serie A.

### Nazionale
Nato in Italia da genitori rumeni, nel maggio del 2022 viene inserito nei pre-convocati della nazionale rumena in vista delle partite di Nations League. Il debutto avviene il 17 novembre successivo nel corso dell'incontro amichevole perso per 2-1 contro la Slovenia.
Il 15 dicembre 2022, il c.t. della nazionale italiana, Roberto Mancini, lo convoca in azzurro per uno stage in programma a Coverciano. Il 14 novembre 2023 dichiara di voler giocare con la nazionale italiana e di aver comunicato la scelta alla federazione rumena.

## Statistiche

### Presenze e reti nei club
Statistiche aggiornate al 13 maggio 2025.
| Stagione         | Squadra          | Campionato       | Campionato | Campionato | Coppe nazionali | Coppe nazionali | Coppe nazionali | Coppe continentali | Coppe continentali | Coppe continentali | Altre coppe | Altre coppe | Altre coppe | Totale | Totale |
| Stagione         | Squadra          | Comp             | Pres       | Reti       | Comp            | Pres            | Reti            | Comp               | Pres               | Reti               | Comp        | Pres        | Reti        | Pres   | Reti   |
| ---------------- | ---------------- | ---------------- | ---------- | ---------- | --------------- | --------------- | --------------- | ------------------ | ------------------ | ------------------ | ----------- | ----------- | ----------- | ------ | ------ |
| mar.-giu. 2017   | Tatran Prešov    | SL               | 1          | 0          | CS              | -               | -               | -                  | -                  | -                  | -           | -           | -           | 1      | 0      |
| 2017-2018        | Romanese         | D                | 9          | 1          | -               | -               | -               | -                  | -                  | -                  | -           | -           | -           | 9      | 1      |
| ago.-dic. 2018   | Pro Sesto        | D                | 0          | 0          | CI-D            | 0               | 0               | -                  | -                  | -                  | -           | -           | -           | 0      | 0      |
| gen.-giu. 2019   | Francavilla      | D                | 10         | 0          | CI-D            | -               | -               | -                  | -                  | -                  | -           | -           | -           | 10     | 0      |
| 2019-2020        | Fossano          | D                | 25         | 4          | CI-D            | 1               | 0               | -                  | -                  | -                  | -           | -           | -           | 26     | 4      |
| nov. 2020-2021   | Frosinone        | B                | 13         | 0          | CI              | -               | -               | -                  | -                  | -                  | -           | -           | -           | 13     | 0      |
| 2021-2022        | Frosinone        | B                | 36         | 1          | CI              | 1               | 0               | -                  | -                  | -                  | -           | -           | -           | 37     | 1      |
| 2022-2023        | Frosinone        | B                | 31         | 2          | CI              | 1               | 0               | -                  | -                  | -                  | -           | -           | -           | 32     | 2      |
| Totale Frosinone | Totale Frosinone | Totale Frosinone | 80         | 3          |                 | 2               | 0               |                    | -                  | -                  |             | -           | -           | 82     | 3      |
| 2023-2024        | Sassuolo         | A                | 30         | 1          | CI              | 2               | 1               | -                  | -                  | -                  | -           | -           | -           | 32     | 2      |
| 2024-2025        | Sassuolo         | B                | 34         | 4          | CI              | 1               | 0               | -                  | -                  | -                  | -           | -           | -           | 35     | 4      |
| Totale Sassuolo  | Totale Sassuolo  | Totale Sassuolo  | 64         | 5          |                 | 3               | 1               |                    | -                  | -                  |             | -           | -           | 67     | 6      |
| Totale carriera  | Totale carriera  | Totale carriera  | 189        | 13         |                 | 6               | 1               |                    | -                  | -                  |             | -           | -           | 195    | 14     |

### Cronologia presenze e reti in nazionale
| Cronologia completa delle presenze e delle reti in nazionale ― Romania | Cronologia completa delle presenze e delle reti in nazionale ― Romania | Cronologia completa delle presenze e delle reti in nazionale ― Romania | Cronologia completa delle presenze e delle reti in nazionale ― Romania | Cronologia completa delle presenze e delle reti in nazionale ― Romania | Cronologia completa delle presenze e delle reti in nazionale ― Romania | Cronologia completa delle presenze e delle reti in nazionale ― Romania | Cronologia completa delle presenze e delle reti in nazionale ― Romania |
| Data                                                                   | Città                                                                  | In casa                                                                | Risultato                                                              | Ospiti                                                                 | Competizione                                                           | Reti                                                                   | Note                                                                   |
| ---------------------------------------------------------------------- | ---------------------------------------------------------------------- | ---------------------------------------------------------------------- | ---------------------------------------------------------------------- | ---------------------------------------------------------------------- | ---------------------------------------------------------------------- | ---------------------------------------------------------------------- | ---------------------------------------------------------------------- |
| 17-11-2022                                                             | Cluj-Napoca                                                            | Romania                                                                | 1 – 2                                                                  | Slovenia                                                               | Amichevole                                                             | -                                                                      | 84’                                                                    |
| Totale                                                                 |                                                                        | Presenze                                                               | 1                                                                      |                                                                        | Reti                                                                   | 0                                                                      |                                                                        |

## Palmarès

### Club

#### Competizioni nazionali
- Campionato italiano di Serie B: 2

Frosinone: 2022-2023
Sassuolo: 2024-2025